# Actinotia trafulensis
Actinotia trafulensis är en fjärilsart som beskrevs av Köhler 1979. Actinotia trafulensis ingår i släktet Actinotia och familjen nattflyn. Inga underarter finns listade i Catalogue of Life.